# Daviscupový tým Švédska
Daviscupový tým Švédska reprezentuje Švédsko v Davisově poháru od roku 1925.
Švédský výběr získal sedm titulů v letech 1975, 1984, 1985, 1987, 1994, 1997 a 1998. Jako poražený finalista skončil pětkrát v ročnících 1983, 1986, 1988, 1989 a 1996. V období existence jediné Světové skupiny, mezi lety 1981–2018, se Švédsko a Spojené státy americké staly nejúspěšnějšími zeměmi se šesti trofejemi.

## Chronologie zápasu

### 2019–2029
| Rok  | soutěž                            | datum       | místo              | povrch    | soupeř              | skóre | výsledek |
| ---- | --------------------------------- | ----------- | ------------------ | --------- | ------------------- | ----- | -------- |
| 2023 | Kvalifikační kolo                 | 3.–4. února | Stockholm, Švédsko | tvrdý (h) | Bosna a Hercegovina | 3–1   | výhra    |
| 2023 | Finálový turnaj, základní skupina | 12. září    | Bologna, Itálie    | tvrdý (h) | Chile               | 0–3   | prohra   |
| 2023 | Finálový turnaj, základní skupina | září        | Bologna, Itálie    | tvrdý (h) | Kanada              | 0–3   | prohra   |
| 2023 | Finálový turnaj, základní skupina | září        | Bologna, Itálie    | tvrdý (h) | Itálie              | 1–2   | prohra   |

## Složení týmu
| Rok  | Členové týmu | Členové týmu    | Členové týmu | Členové týmu  |
| ---- | ------------ | --------------- | ------------ | ------------- |
| 2023 | Elias Ymer   | Leo Borg        | Karl Friberg | Filip Bergevi |
| 2023 | Mikael Ymer  | André Göransson | —            | —             |

### Související článek
- Fedcupový tým Švédska